# Otto Griebel
Otto Griebel (* 31. März 1895 in Meerane; † 7. März 1972 in Dresden) war ein deutscher Maler der Neuen Sachlichkeit und der proletarisch-revolutionären Kunst.

## Leben und Werk
Otto Griebel – Sohn eines Tapeziermeisters – begann 1909 eine Lehre als Dekorationsmaler, kurze Zeit später wechselte er an die Königliche Zeichenschule in Dresden, wo er Otto Dix kennenlernte. Von 1911 bis zur Einberufung 1915 studierte Griebel die Glasmalerei bei Josef Goller an der Kunstgewerbeschule Dresden. Und er malte erste Ölbilder.
Im August 1915 wurde Griebel Soldat im Ersten Weltkrieg. Nach dem Krieg war er in Dresden ein Mitglied des revolutionären Arbeiter- und Soldatenrates und er trat der KPD bei. 1919 wurde Griebel ein Meisterschüler von Robert Sterl an der Dresdner Akademie, und er lernte Oskar Kokoschka kennen. 1919/1920 arbeitete er bei den Dadaisten mit und war Teil der Dresdner Dada-Gruppe. Es bildeten sich Freundschaften mit George Grosz und John Heartfield. Griebel übersiedelte nach Berlin. 1922 beteiligte er sich an der Dresdner Sezession Gruppe 1919. Er war ebenfalls an der Dresdner Sezession 1925/26, der Künstlergruppe Aktion, der ASSO Dresden, der Freien Künstlerschaft Sachsens, der Neuen Dresdner Sezession 1931 und an der Dresdner Sezession 1932 beteiligt. Er war Mitglied beim Jungen Rheinland in Düsseldorf, dem Bielefelder Wurf und der Berliner Novembergruppe. Von 1924 bis 1928 gehörte er zum Stamm des proletarischen Wandertheaters Rote Truppe um Boleslav Strzelewicz. Er entwarf das Emblem der Truppe und war vor allem für die Bühnendekoration verantwortlich. Als der estnische Geiger Julius Eduard Sõrmus in den 1920er Jahren auf Solidaritätsveranstaltungen der KPD auftrat, gehörte Griebel zu seinen Begleitern durch Deutschland.
Auch für die Kunst des Puppenspiels wurde Griebel ein bedeutsamer Mann. Durch seinen Freund Otto Kunze, einen 1888 in Dresden geborenen Musiker und Handpuppenspieler, kam er mit dem Puppentheater in Verbindung und „fasste“ Kunzes geschnitzte Handpuppenköpfe, er gestaltete auch die entsprechenden Bühnenbilder. Griebel war selbst als Handpuppenspieler tätig. Er konnte sich aber nicht entschließen, das Puppenspiel zu seinem Beruf zu machen. Griebels „puppenspielerischer“ Nachlass befindet sich heute in der Abteilung Puppentheatersammlung der Staatlichen Kunstsammlungen Dresden.
Nach der Machtergreifung der Nationalsozialisten wurde Griebel 1933 von der Gestapo verhaftet, sein Werk wurde als kommunistische Kunst eingestuft. Er gehörte fortan dem Kreis der aufrechten Sieben an, die ihre Kunst und politische Haltung im Privaten offen besprachen. 1937 wurden im Rahmen der Aktion „Entartete Kunst“ Werke Griebels beschlagnahmt und vernichtet. Der 2012 entdeckte Schwabinger Kunstfund aus dem Besitz Cornelius Gurlitts enthält auch zwei Werke Griebels: Kind am Tisch und das Aquarell Die Verschleierte. Trotz der Beschlagnahme konnte Griebel weiter Mitglied der Reichskammer der bildenden Künste bleiben und, offenbar unterbrochen von 1937 bis 1940, an Ausstellungen teilnehmen. Der größte Teil seines Werkes wurde in seiner Wohnung in der Nicolaistraße 30 im Februar 1945 beim Luftangriff auf Dresden zerstört.
Griebel beteiligte sich 1945/1946 an der ersten Kunstausstellung in Dresden nach Kriegsende („Freie Künstler. Ausstellung Nr. 1“), 1946 an der Kunstausstellung Sächsische Künstler in Dresden und an der Allgemeinen Deutschen Kunstausstellung sowie 1949 an der 2. Deutschen Kunstausstellung in Dresden. Auch in den nächsten Jahren hatte er eine bedeutende Anzahl weiterer Einzelausstellungen und Ausstellungsbeteiligungen, vor allem an Ausstellungen antifaschistischer Künstlerinnen und Künstler. Bis 1960 war Griebel an der Arbeiter- und Bauernfakultät für Bildende Kunst an der Hochschule für Bildende Künste Dresden tätig.
Griebel war der Vater des Heimatforschers Matthias Griebel. Griebels Grab befindet sich auf dem Loschwitzer Friedhof.

## Werke (Auswahl)
- Der Arbeitslose (Aquarell und Tusche; 1921; im Bestand des Stadtmuseums Dresden)[7]
- Lesende (Pinselzeichnung, Tusche, 1926; im Bestand des Germanischen Nationalmuseums Nürnberg)[7]
- Die Internationale (Tafelbild, Öl, 1929; im Bestand der Berliner Nationalgalerie)[8]
- Frontsoldaten (1935 auf der Dresdner Kunstausstellung)[9]
- Im Fleischerladen (Bleistiftzeichnung, 1945; im Bestand des Otto-Dix-Hauses Gera)[7]
- Trümmerfrauen (Zeichnung, Tusche, 1945/1946; im Bestand des Stadtmuseums Dresden)[10]
- Selbst, vor brennendem Dresden (Tafelbild, Öl, 1945)[11]
- Bildnis Architekt Burkhardt (Tafelbild, Öl; 1945/1946 ausgestellt auf der Ausstellung „Freie Künstler“)[12]
- Aus Deutschlands letzter Vergangenheit (Zeichnung; Ausgestellt 1946 auf der Kunstausstellung Sächsische Künstler in Dresden)[13]
- Sohn Ludwig (Tafelbild, Öl, 1947)[14]
- Destille. Die Trinker (Tafelbild, Öl, 1948)[15]

### 1937 im Rahmen der Aktion „Entartete Kunst“ beschlagnahmte und vernichtete Werke
- Vierter Klasse (Druckgrafik; Staatliche Gemäldegalerie Dresden)
- Mädchen (Zeichnung; Staatliche Gemäldegalerie Dresden)
- Hafenspelunke (Zeichnung; Stadtmuseum Dresden)
- Ball (Aquarell; Stadtmuseum Dresden)

## Veröffentlichung
- Ich war ein Mann der Straße. Lebenserinnerungen eines Dresdner Malers. Aus dem Nachlaß herausgegeben von Matthias Griebel und Hans-Peter Lühr. Nachwort von Manfred Jendryschik. Mitteldeutscher Verlag, Halle/Leipzig 1986

## Sicher belegte Teilnahme an Ausstellungen in der NS-Zeit
(Quelle:)
- 1933: Dresden („Gemeinsame Ausstellung 3 Künstlergruppen. Künstlervereinigung, Deutscher Künstlerverband, Dresdner Sezession“)
- 1934: Dresden, Brühlsche Terrasse („Sächsische Aquarell-Ausstellung“)
- 1934: Dresden, Brühlsche Terrasse („Sächsische Kunstausstellung“)
- 1935: Dresden („Dresdner Kunstausstellung“)
- 1936: Dresden, Brühlsche Terrasse und Städtische Kunsthalle („Kunstausstellung Dresden“)
- 1937: Mannheim, Städtische Kunsthalle („Neue deutsche Malerei. Erster Teil: Nord- und Ostdeutschland“)
- 1941: Dresden, Brühlsche Terrasse („Große Dresdner Kunstausstellung“)